# Węzeł autostradowy Tournai
Węzeł autostradowy Tournai (fr. Échangeur de Tournai, nl. Knooppunt Tournai) – węzeł drogowy znajdujący się na północny wschód od miasta Tournai, w prowincji Hainaut, w Belgii. Na węźle krzyżują się autostrady A8 (fragment tras europejskich E42 oraz E429) i A16 (część trasy E429). Węzeł umożliwia także zjazd z autostrad na drogę krajową N48.

## Historia
Węzeł został zbudowany w 1973 roku, pierwotnie jako węzeł autostrady A8 z drogą N48. Około 1989 roku dobudowano odcinek autostrady A16 oraz połączono ją z węzłem.

## Położenie węzła na mapie Belgii

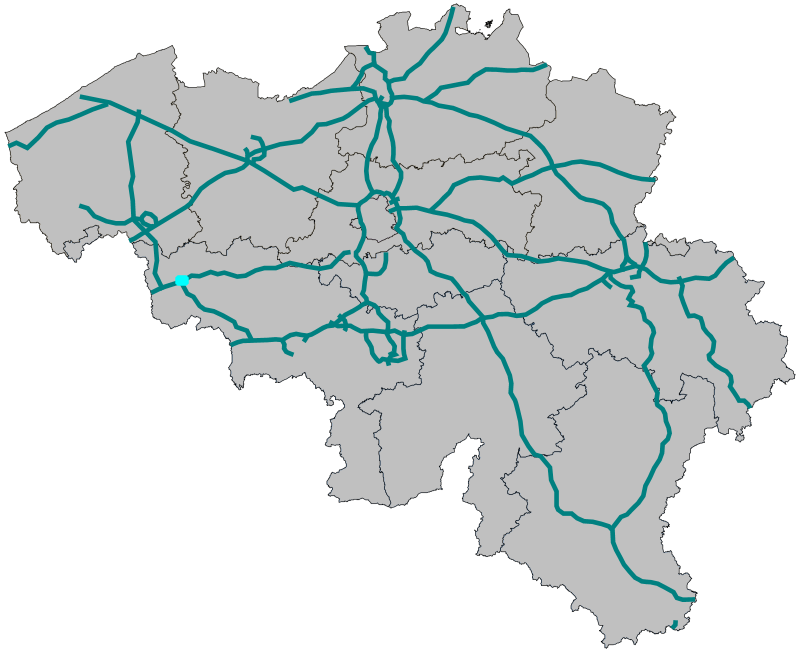
Węzeł Tournai na autostradowej mapie Belgii